# Polystichum papyrifolium
Polystichum papyrifolium är en träjonväxtart som beskrevs av Cornelis Rugier Willem Karel van Alderwerelt van Rosenburgh. Polystichum papyrifolium ingår i släktet Polystichum och familjen Dryopteridaceae. Inga underarter finns listade.